# Brian Baker (tenista)
Brian Baker (Nashville, 30 de abril de 1985) é um tenista profissional estadunidense.

## Carreira
Brian Baker na Rio 2016 representou sua nação nos Jogos Olímpicos de 2016 devido a um ranking protegido.